# Eric Skeels
Eric Skeels (Eccles, 27 ottobre 1939) è un ex calciatore inglese, di ruolo difensore.

## Carriera
Ricopriva il ruolo di terzino e centrocampista destro, Skeels inizia la carriera nello Stockport County per poi passare allo Stoke City nel 1959.
Con i Potters ottiene la promozione nella massima serie inglese grazie alla vittoria della Second Division 1962-1963. Militerà nella massima serie inglese dal 1962 al 1976. Con i biancorossi ha vinto la Football League Cup 1971-1972, battendo in finale il Chelsea. Grazie al quinto posto ottenuto nella stagione 1973-1974 poté giocare nella Coppa UEFA 1974-1975 da cui fu eliminato con i suoi ai trentaduesimi di finale dagli olandesi dell'Ajax.
Risulta, con 597 presenze in tutte le competizioni ufficiali ed escludendo le competizioni belliche, il giocatore più presente con la maglia dei Potters e quello con più presenze in campionato (507 partite) e in Coppa di Lega (44 partite).
Nell'estate 1967 con lo Stoke City disputò il campionato statunitense organizzato dalla United Soccer Association: accadde infatti che tale campionato fu disputato da formazioni europee e sudamericane per conto delle franchigie ufficialmente iscritte al campionato, che per ragioni di tempo non avevano potuto allestire le proprie squadre. Lo Stoke City rappresentò i Cleveland Stokers, e chiuse al secondo posto nella Eastern Division, non qualificandosi per la finale del torneo.
Nel 1976, terminata l'esperienza allo Stoke, torna a giocare in America con i Seattle Sounders. Con i Sounders raggiunge i quarti di finale della North American Soccer League 1976, perdendoli contro i futuri finalisti dei Minnesota Kicks.
Al termine del campionato nordamericano torna in patria dove viene ingaggiato dal Port Vale, ottenendo in diciannovesimo posto nella Third Division 1976-1977.
Terminata l'esperienza professionistica, Skeels giocò nel Leek Town.

## Palmarès
- Second Division: 1

Stoke City: 1962-1963
- Coppa di Lega inglese: 1

Stoke City: 1971-1972